# Dashiell Hammett
Samuel Dashiell Hammett, född 27 maj 1894 i St. Mary's County i Maryland, död 10 januari 1961 i New York i New York, var en amerikansk kriminalförfattare i den hårdkokta skolan. Han skrev totalt fem romaner, varav Riddarfalken från Malta (1930) och Glasnyckeln (1931) är de mest berömda, och över 80 noveller. Flera av hans böcker har filmatiserats, däribland John Hustons Riddarfalken från Malta (1941)  med Humphrey Bogart i rollen som Sam Spade.

## Biografi

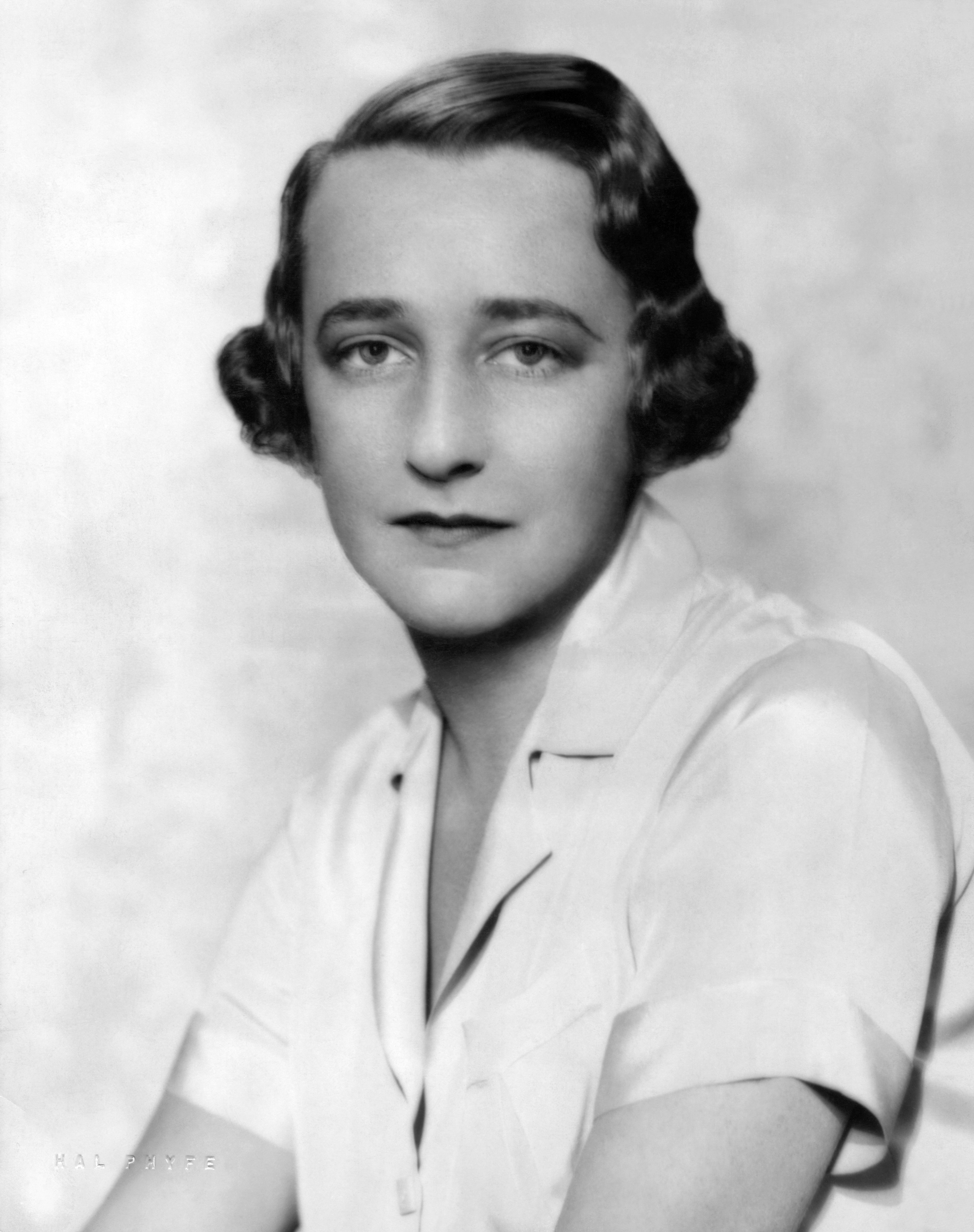
Dashiell Hammett levde under 30 års tid, 1931–1961, tillsammans med författaren Lillian Hellman.

Dashiell Hammett föddes i St. Mary's County vid Marylands kust som son till Richard Thomas Dashiell och Annie Bond Dashiell. Hammett slutade skolan när han var 13 år gammal och började efter flera korttidsanställningar på privatdetektivbyrån Pinkerton Agency där han arbetade från 1914 till 1921.
Under Första världskriget gick Hammett med i armén, men drabbades av tuberkulos. Under hela kriget var han därför inlagd på sjukhus i hemlandet. Efter krigsslutet återupptog han sin detektivkarriär och verkade även inom reklamkarriären. Mellan 1930 och 1945 var Hammett manusförfattare i Hollywood.
Hammetts första novell, under pseudonymen Peter Collinson, publicerades i tidskriften Black Mask den 1 oktober 1923. Huvudpersonen i de första novellerna var en kort, överviktig och namnlös San Francisco-detektiv anställd hos "The Continental Op". Med de trettiotalet The Continental Op-novellerna som publicerades skapade Hammett den första trovärdiga detektiven i amerikansk litteratur. The Continental Op dök också upp i romanerna Röd skörd (1928), en historia om korruption, och i Förbannelsen (1929) står The Continental Op öga mot öga med en religiös sekt.
Hammetts mest kända skapelse är dock Sam Spade som är huvudperson i romanen Riddarfalken från Malta från 1930. Hammett hade vid den här tidpunkten utvecklat sitt språk. Han var mer osentimental och skrev journalistiskt. Han berättade inte längre i första person och överlät moraliska ställningstaganden åt sina läsare.
1934 skrev Hammett sin sista roman och vigde stora delar av sitt resterande liv åt vänsteraktivism och medborgarrättslig aktivism. Han skapade också den tecknade serien Agent X9 (Secret Agent X-9), och skrev manus för den från 1934 till 1935. Han var övertygad antifascist och 1937 gick han med i USA:s kommunistiska parti. Under Andra världskriget tjänstgjorde Hammett, trots alkoholism och försvagad hälsa, som sergeant på Aleutiska öarna, där han även fungerade som redaktör för arméns tidning.

### Efter världskrigen

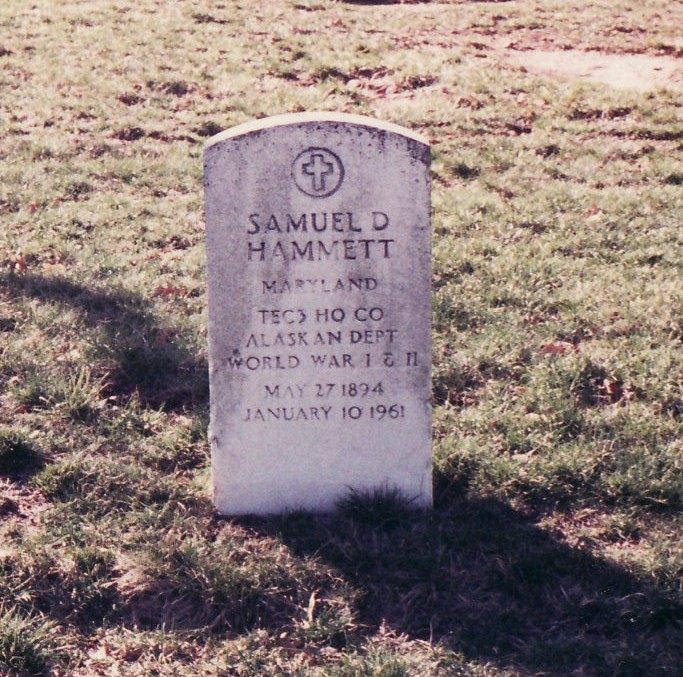
Dashiell Hammetts gravvård, på Arlingtonkyrkogården.

1951 förhördes Hammett för sitt samröre med amerikanska kommunister. Han vägrade att lämna ut information om andra, och fälldes därför för domstolstrots och fängslades i fem månader. Senare under 1950-talet undersöktes han återigen av USA:s kongress. Han vittnade den 26 mars 1953 inför House Un-American Activities Committee om sina egna aktiviteter, men fortsatte vägra peka ut andra. Ingen officiell åtgärd vidtogs av kommittén, men Hammetts ställningstagande ledde till att han, liksom många andra, svartlistades på grund av McCarthyismen som rådde.
Mellan 1946 och 1956 var Hammett anställd som lärare i en kurs om skrivande vid Jefferson School of Social Science i New York, men han levde ett tillbakadraget liv präglat av dålig hälsa. Bland annat drabbades han 1955 av en hjärtinfarkt.
Hammett dog utfattig den 10 januari 1961 i lungcancer.

## Eftermäle
- Filmen Miller's Crossing från 1990 av Joel och Ethan Coen är till stor del baserad på Hammetts roman Glasnyckeln (1931) och till viss del Röd skörd (1928).
- Det skandinaviska litteraturpriset Glasnyckeln, som delas ut varje år sedan 1992, är uppkallat efter Hammetts roman med samma namn.
- 2011 upptäckte tidskriftsredaktören Andrew Gulli femton tidigare opublicerade noveller skrivna av Dashiell Hammett, i arkivet hos University of Texas at Austin.